# Campionati del mondo di ciclismo su strada 2011
I Campionati del mondo di ciclismo su strada 2011 (en.: 2011 UCI Road World Championships) si sono svolti a Copenaghen, in Danimarca, tra il 19 e il 25 settembre 2011.

## Eventi

### Cronometro individuali
Lunedì 19 settembre
- 10:00 - 11:45 Donne Junior – 13,9 km
- 13:00 - 17:30 Uomini Under-23 – 35,2 km

Martedì 20 settembre
- 09:30 - 13:15 Uomini Junior – 27,8 km
- 14:00 - 17:10 Donne Elite – 27,8 km

Mercoledì 21 settembre
- 12:30 - 17:05 Uomini Elite – 46,4 km

### Corsa in linea
Venerdì 23 settembre
- 09:30 - 11:55 Donne Junior – 70 km
- 13:00 - 17:15 Uomini Under-23 – 168 km

Sabato 24 settembre
- 09:00 - 12:30 Uomini Junior – 126 km
- 13:30 - 17:15 Donne Elite – 140 km

Domenica 25 settembre
- 10:00 - 17:05 Uomini Elite – 266 km

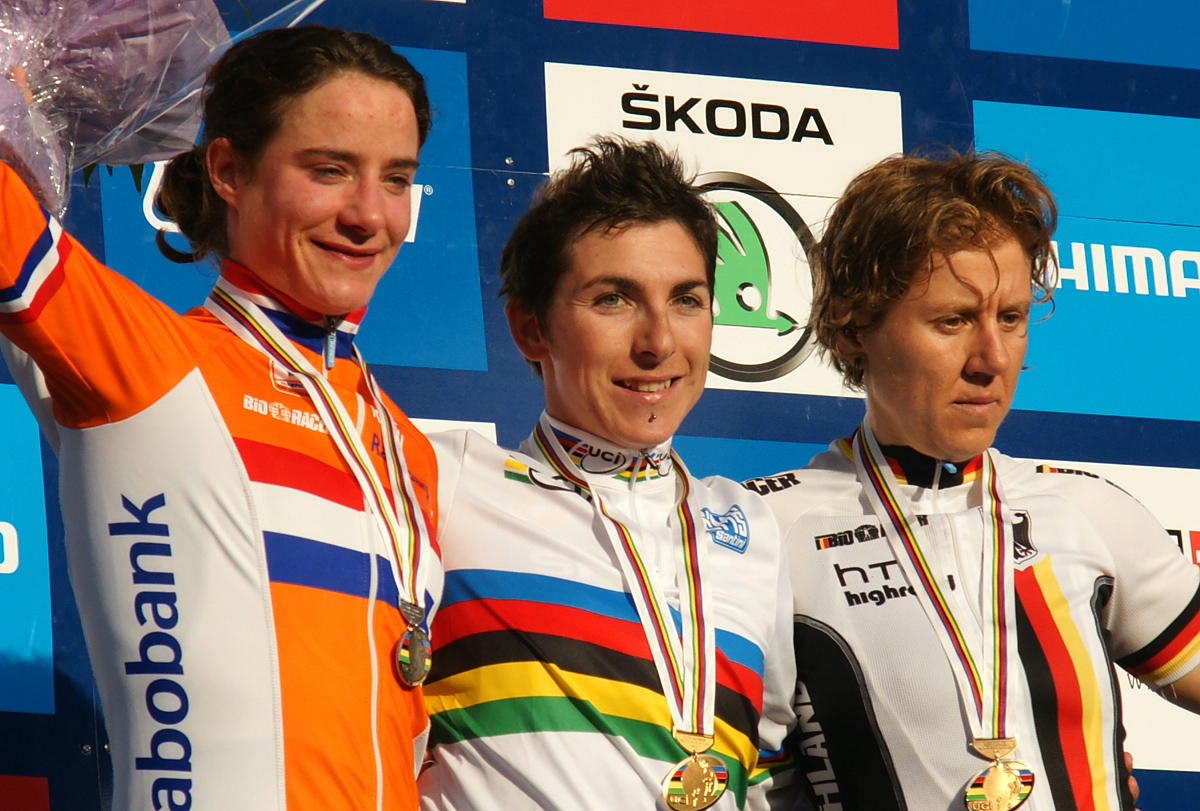
Marianne Vos, Giorgia Bronzini, Ina-Yoko Teutenberg

## Medagliere
| Pos.   | Nazione       | Oro | Argento | Bronzo | Totale |
| ------ | ------------- | --- | ------- | ------ | ------ |
| 1      | Gran Bretagna | 2   | 2       | 2      | 6      |
| 2      | Australia     | 2   | 1       | 2      | 5      |
| 3      | Francia       | 2   | 1       | 0      | 3      |
| 4      | Germania      | 2   | 0       | 3      | 5      |
| 5      | Danimarca     | 1   | 1       | 1      | 3      |
| 6      | Italia        | 1   | 0       | 0      | 1      |
| 7      | Paesi Bassi   | 0   | 1       | 1      | 2      |
| 8      | Belgio        | 0   | 2       | 0      | 2      |
| 8      | Nuova Zelanda | 0   | 2       | 0      | 2      |
| 10     | Svizzera      | 0   | 0       | 1      | 1      |
| Totale | Totale        | 10  | 10      | 10     | 30     |

## Sommario degli eventi
| Eventi                 | Oro                              | Tempo                      | Argento                           | Tempo     | Bronzo                        | Tempo     |
| Uomini Elite           |                                  |                            |                                   |           |                               |           |
| Gara in linea dettagli | Mark Cavendish Gran Bretagna     | 5h40'27" Media 48,52 km/h  | Matthew Goss Australia            | s.t.      | André Greipel Germania        | s.t.      |
| Cronometro dettagli    | Tony Martin Germania             | 53'43"85 Media 51,813 km/h | Bradley Wiggins Gran Bretagna     | a 1'15"83 | Fabian Cancellara Svizzera    | a 1'20"59 |
| Uomini Under-23        |                                  |                            |                                   |           |                               |           |
| Gara in linea dettagli | Arnaud Démare Francia            | 3h52'16" Media 43,398 km/h | Adrien Petit Francia              | s.t.      | Andrew Fenn Gran Bretagna     | s.t.      |
| Cronometro dettagli    | Luke Durbridge Australia         | 42'47"13 Media 49,362 km/h | Rasmus Christian Quaade Danimarca | a 35"68   | Michael Hepburn Australia     | a 46"47   |
| Uomini Junior          |                                  |                            |                                   |           |                               |           |
| Gara in linea dettagli | Pierre-Henri Lecuisinier Francia | 2h48'58" Media 44,742 km/h | Martijn Degreve Belgio            | s.t.      | Steven Lammertink Paesi Bassi | s.t.      |
| Cronometro dettagli    | Mads Würtz Schmidt Danimarca     | 35'07"68 Media 47,483 km/h | James Oram Nuova Zelanda          | a 4"11    | David Edwards Australia       | a 20"79   |
| Donne Elite            |                                  |                            |                                   |           |                               |           |
| Gara in linea dettagli | Giorgia Bronzini Italia          | 3h21'28" Media 41,694 km/h | Marianne Vos Paesi Bassi          | s.t.      | Ina-Yoko Teutenberg Germania  | s.t.      |
| Cronometro dettagli    | Judith Arndt Germania            | 37'07"38 Media 44,931 km/h | Linda Villumsen Nuova Zelanda     | a 21"73   | Emma Pooley Gran Bretagna     | a 24"13   |
| Donne Junior           |                                  |                            |                                   |           |                               |           |
| Gara in linea dettagli | Lucy Garner Gran Bretagna        | 1h46'17" Media 39,517 km/h | Jessy Druyts Belgio               | s.t.      | Christina Siggaard Danimarca  | s.t.      |
| Cronometro dettagli    | Jessica Allen Australia          | 19'18"83 Media 43,188 km/h | Elinor Barker Gran Bretagna       | a 1"84    | Mieke Kröger Germania         | a 2"80    |